# Église Notre-Dame de Heure
Pour les articles homonymes, voir Église Notre-Dame.
L'église Notre-Dame est un édifice religieux catholique situé dans le village de Heure faisant partie de la commune de Somme-Leuze en province de Namur (Belgique). La tour de l'église est classée.

## Situation
L'édifice est situé dans la partie sud du village famennois de Heure, entre la rue de Sinsin et la rue Bernauthier, en rive droite et à environ une quarantaine de mètres de l'Eau d'Heure ou ruisseau d'Heure, un affluent de la Marchette. L'église est entourée de son vaste cimetière entouré de murs.

## Historique
Un premier édifice religieux pourrait dater de l’an 680, époque de l’évangélisation par divers hommes d’église dont Saint-Lambert. Mais, officiellement, la paroisse date de 952. Cette première construction, de modeste dimension, se situait très probablement au même endroit que l’édifice actuel.
L'église actuelle a été érigée en quatre périodes principales. 
- La tour est élevée en 1611 comme l'attestent deux ancres visibles du côté sud (chiffres 1 et 6) et deux ancres du côté nord (chiffres 1 et 1). Mais il est possible que la date de 1611 soit l'année d'une restauration d'une tour plus ancienne vraisemblablement médiévale.
- Les trois premières travées de la nef jouxtant la tour sont érigées entre 1773 et 1775 aux frais du chapitre Notre-Dame de Huy, d'après les plans du maître maçon hutois Gilles Neumostier.
- Les deux dernières travées sont construites en 1838 par l'entrepreneur Pierre-Joseph Lizée, supprimant le chœur de 1775 et ajoutant deux sacristies latérales au pied de la tour.
- La façade orientale est complètement refaite vers 1861.

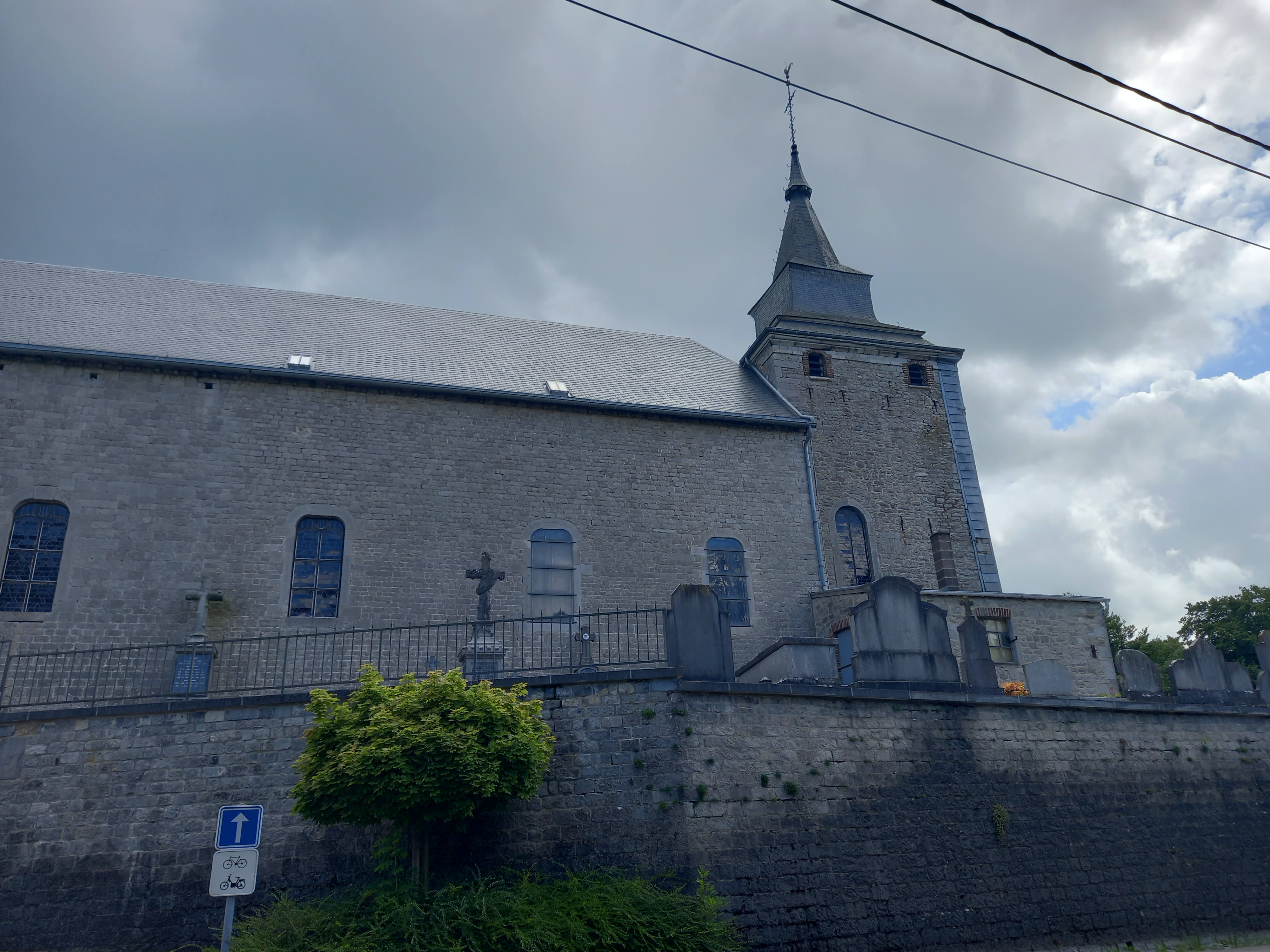
Église Notre-Dame de Heure (côté nord).

## Description
L'église d'une longueur d'environ 32 mètres bâtie en moellons de pierre calcaire comprend cinq longues travées et a la particularité de ne pas posséder de chevet ni d'abside où se trouve en principe le chœur. Le sanctuaire voit dès lors son orientation inversée, la tour faisant office de chœur.
La tour carrée aux côtés d'environ 7 mètres est haute de trois niveaux et possède des ouvertures initiales murées et des baies cintrées percées a posteriori. Le côté ouest est bardé d'une protection en zinc. La tour est surmontée d'une toiture originale en ardoises à plusieurs niveaux : de bas en haut : deux niveaux de toiture à quatre pans, une partie verticale, un nouvelle partie à quatre pans de laquelle s'élance une flèche octogonale surmontée d'une plus petite flèche placée en encorbellement. La toiture se termine par une croix surmontée d'un coq en girouette.
La nef possède des baies avec arcs en anse de panier du XVIIIe siècle, assez peu courantes pour les édifices religieux. Les baies des deux travées orientales ont été ajoutées au siècle suivant dans un style identique aux premières baies construites.
La façade orientale construite au XIXe siècle dans un style d'inspiration éclectique comporte une haute porte d'entrée cintrée surmontée d'une baie à vitraux de la même forme, ces deux ouvertures étant placées à l'intérieur d'un bandeau de pierre calcaire formant aussi un arc en plein cintre. Un oculus domine cette façade. 
L'église possède de remarquables fonts baptismaux médiévaux en pierre bleue datant vraisemblablement du XIIIe siècle. 

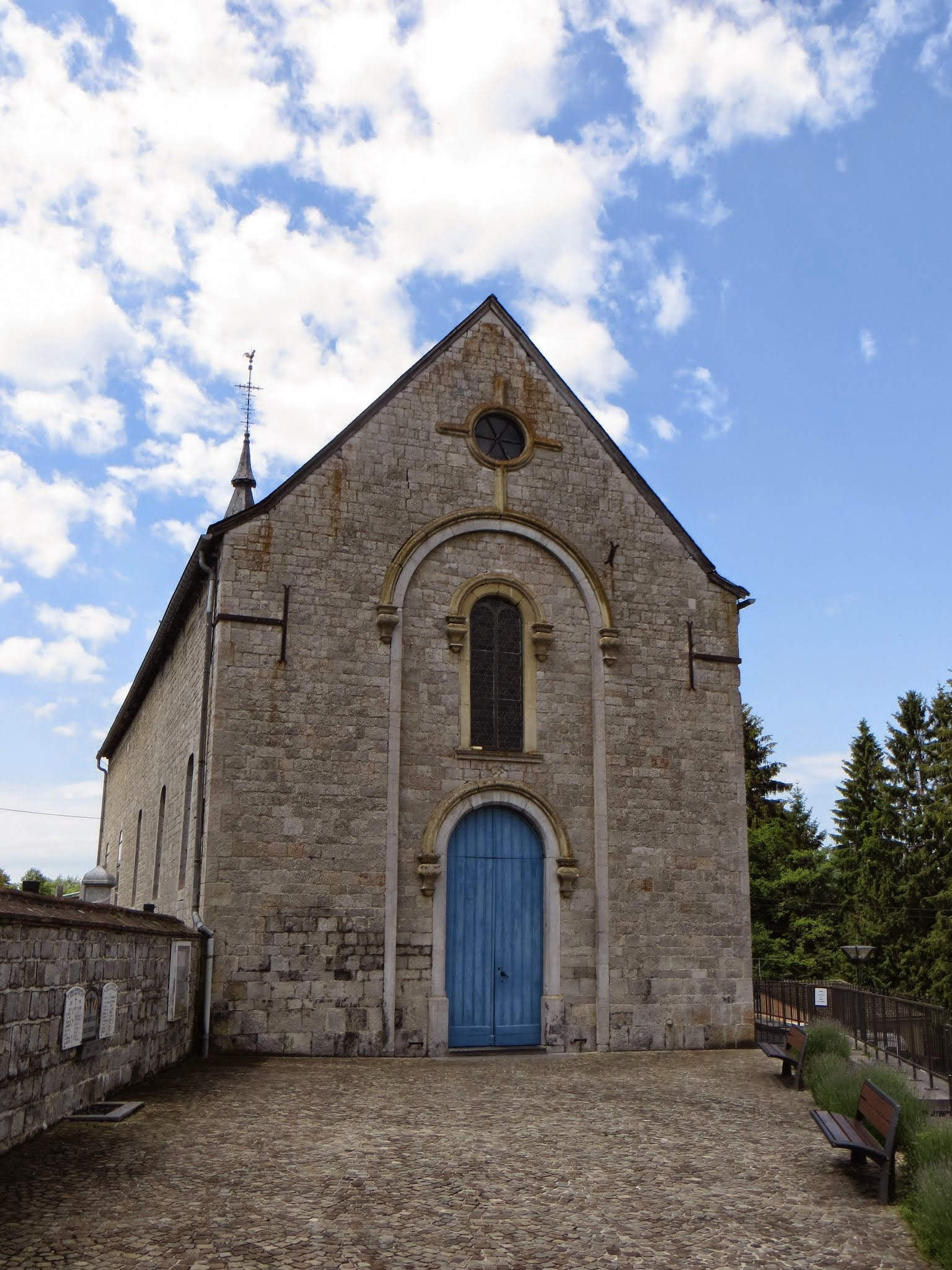
Façade orientale et entrée de l'église Notre-Dame.

## Classement
La tour de l'église est classée depuis le 12 novembre 1954 et reprise sur la liste du patrimoine immobilier classé de Somme-Leuze.

## Pour compléter